# Szigorúan bizalmas (film, 1981)
A Szigorúan bizalmas (eredeti cím: For Your Eyes Only) 1981-ben bemutatott brit akciófilm John Glen rendezésében, amely a tizenkettedik James Bond-film, és az ötödik, amelyben a főszereplőt Roger Moore alakítja.

## Cselekmény
Az Adriai-tengeren egy rozzant halászhajóban a Brit Haditengerészet egyik legféltettebb dekódoló készülékét az ATAC-ot őrzik, melynek segítgével rakétatámadásra lehet parancsot kiadni a brit hadihajók számára. A hajó aknára fut és felrobban. Felkutatására a titkosszolgálat Sir Timothy Havelockot (Jack Headley) kéri fel, ám őt megtámadja egy kubai bérgyilkos, Hector Gonzales (Stephan Kalipha). Egyedül Sir Havelock lánya, Melina (Carole Boquet) éli túl a mészárlást és a gyilkos nyomába ered bosszúszomjasan.
Eközben a KGB is értesül a hajóbalesetről, így Gogol tábornok (Walter Gotell) igyekszik megkaparintani az értékes dekódolót, mielőtt azt az angolok visszaszereznék. James Bond Spanyolországban, Gonzales villájában kezdi meg a nyomozást, ámde Melina íjpuskával lelövi a bérgyilkost, viszont segít beazonosítani a kubait felbérlő személyt. Ő pedig nem más mint Emile Leopold Locque (Michael Gothard) belga gengszter, aki a feltételezések szerint éppen Cortinában bújkál az olasz Alpokban. Itt a helyi MI6 ügynök, Luigi, összekötteti Bondot Arisztotelész Krisztatosszal (Julian Glover), egy tehetős görög üzletemberrel, aki egyben brit hírszerzés informátora. Elmondja a 007-esnek, hogy Locque-ot egy másik görög mágnás, Milos Columbo (Topol) alkalmazza. Ottléte alatt Bond megismerkedik Bibivel a műkorcsolyázó ifjú tehetséggel - aki azonnal fülig szerelmes lesz a jóképű brit ügynökbe és kis híján az ágyába gyűri - akit Krisztatosz pártfogol. Egy biatlon versenyre is elkíséri, itt azonban hárman is az életére törnek, sikertelenül. Később a műjégpályán is megtámadják a 007-est, de ott is felülkerekedik. Viszont Luigit megölik Bond autójában, kezében egy galambos kitűzőt hagyva.
James Korfun folytatja a nyomozást. Columbo kaszinójában találkozik újra Krisztatosszal, akivel a továbbiakat beszéli meg. Összetalálkozik Lisl von Schlaf (Cassandra Harris) osztrák grófnővel, aki Columbo kedvese. Egy szenvedélyes éjszaka után a 007-es elkíséri a grófnőt egyenesen Columbohoz, ám a tengerparton Locque rajtuk üt és megöli a Lisl-t. Locque elmenekül, Bondot Columbo emberei fogságba ejtik. Viszont váratlan fordulat következik be: a görög pisztáciamágnás Columbo - aki egyébként folyton ezt a gyümölcsöt majszolja - elmondja a Jamesnek, hogy Krisztatosz áll minden gaztett mögött, hiszen ő a KGB-nek dolgozik kettős ügynökként, így érdekében állhat az ATAC megszerzése és a szovjeteknek való eladása. Ezt bizonyítandó elviszi Bondot a csapatával együtt Krisztatosz albániai raktárához, ahol ópiumot állítanak előtt. A rajtaütés során kiderül, hogy Krisztatosznak voltak olyan tengeri aknái, amivel az ATAC-ot szállító hajót elsüllyeszthette. Bond a harc során végez Locque-kal is.
A 007-es újra találkozik Melinával, akivel együtt közösen derítik fel az elsüllyedt halászhajót. Meg is találják az ATAC-ot, ámde a felszínen már Krisztatosz várja őket, aki elveszi tőlük a készüléket és cápák előtt vonszolja őket. A szorult helyzetből természetesen sikerült megmenekülniük. Ekkor Melina papagája azt ismételgeti, hogy az "ATAC a Szent Cirillben". Bond rájön, hogy a szerkezetet Krisztatosz egy monostorba viszi, ahol átadhatja majd a KGB-nek.
James, Melina, Columbo elindulnak arra a hegytetőn lévő kis apátságba, ahol megkezdődik a végső harc: Columbo Krisztatosszal, Bond pedig annak verőlegényével ütközik meg. Krisztatoszt végül sarokba szorítja Melina, akit a vérbosszútól csak a 007-es intelme tart vissza. Ám Krisztatosz nem adja fel és hátulról késsel próbálja leszúrni a brit kémet, de ekkor belép a szobába Columbo és egy tőrt eldobva végez egykori harcostársával. Megérkezik a helyszínre Gogol tábornok, aki követeli az ATAC-ot, de Bond a készüléket ledobja a mély szakadékba, így végül senkié sem lett.
Columbo Bibi személyében megtalálja új pártfogoltját, a 007-est és Melinát egyenesen Margaret Thatcher (Janet Brown) brit miniszterelnök keres fel telefonon gratulálni. Az unalmas és klisés politikai dumálás végig hallgatását a mókás papagájra bízzák. Bond és Melina pedig a varázslatos holdfényben úsznak egyet a tengerben, mint két turbékoló gerlicepár...

## Szereplők
| Szerep                                         | Színész            | Magyar hang       |
| ---------------------------------------------- | ------------------ | ----------------- |
| James Bond                                     | Roger Moore        | Láng József       |
| Melina Havelock                                | Carole Bouquet     | Tóth Ildikó       |
| Milos Columbo                                  | Topol              | Kristóf Tibor     |
| Arisztotelész Krisztatosz                      | Julian Glover      | Barbinek Péter    |
| Emile Leopold Locque                           | Michael Gothard    | Nincs szövege     |
| Bibi Dahl                                      | Lynn-Holly Johnson | Árkosi Kati       |
| Lisl von Schlaf grófnő                         | Cassandra Harris   | Kocsis Mariann    |
| Jacoba Brink                                   | Jill Bennett       |                   |
| Erich Kriegler                                 | John Wyman         | Németh Gábor      |
| Miss Moneypenny                                | Lois Maxwell       | Zsolnai Júlia     |
| Q                                              | Desmond Llewelyn   | Versényi László   |
| Sir Frederick Gray hadügyminiszter             | Geoffrey Keen      | Dobránszky Zoltán |
| Luigi Ferrara                                  | John Moreno        | Juhász György     |
| Sir Timothy Havelock                           | Jack Hedley        | Uri István        |
| Anatol Gogol tábornok                          | Walter Gotell      | Buss Gyula        |
| Bill Tanner                                    | James Villiers     | Tarján Péter      |
| Claus                                          | Charles Dance      | Nincs szövege     |
| Karageorge                                     | Paul Angelis       |                   |
| Iona Havelock                                  | Toby Robins        |                   |
| Aposztisz                                      | Jack Klaff         | Nincs szövege     |
| Szantosz                                       | Alkis Kritikos     | Nincs szövege     |
| Nikosz                                         | Stag Theodore      | Nincs szövege     |
| Hector Gonzales                                | Stefan Kalipha     | Bicskey Lukács    |
| Haditengerészeti vezérkari főnök               | Graham Crowden     |                   |
| Altengernagy                                   | Noel Johnson       | Kajtár Róbert     |
| McGregor                                       | William Hoyland    | Imre István       |
| Bunky                                          | Paul Brooke        | Pálfai Péter      |
| Rublevich                                      | Eva Reuber-Staier  | Nincs szövege     |
| Lelkész                                        | Fred Bryant        | Vizy György       |
| Virágbolti asszisztens                         | Robbin Young       |                   |
| Mantis tengeralattjáró-pilóta                  | Graham Hawkes      |                   |
| Denis Thatcher                                 | John Wells         | Nincs szövege     |
| Margaret Thatcher angol miniszterelnök asszony | Janet Brown        | Bókai Mária       |
| Sharon                                         | Maureen Bennett    |                   |
| Smithers                                       | Jeremy Bulloch     |                   |
| St. Georges hajó kapitánya                     | Peter Fontaine     | Garai Róbert      |
| Ernst Stavro Blofeld (Fantom)                  | Robert Rietty      | Zágoni Zsolt      |